# Wohn- und Wirtschaftsgebäude Lange Straße 22
Das Wohn- und Wirtschaftsgebäude Lange Straße 22 in der niedersächsischen Gemeinde Horstedt wurde zur Mitte des 19. Jahrhunderts gebaut. Aktuell (2025) wird es zum Wohnen und wohl landwirtschaftlich genutzt.
Das Gebäude steht unter Denkmalschutz (siehe auch Liste der Baudenkmale in Horstedt (Niedersachsen)).

## Geschichte und Beschreibung
Horstedt gehört zur heutigen Samtgemeinde Sottrum im Landkreis Rotenburg (Wümme).
Die Hofanlage am östlichen Ortsausgang besteht aus
- dem eingeschossigen giebelständigen Wohn- und Wirtschaftsgebäude von 1857 (Inschrift) als Zweiständer-Hallenhaus in gleichmäßigem Rasterfachwerk mit Steinausfachungen, ziegelgedecktem Satteldach mit Schleppgaube, dem regionaltypischen senkrecht verbretterten oberen Giebeldreiecken und Grooter Door mit Korbbogen,[1]
- sowie der Hofpflasterung.

Das Landesdenkmalamt befand u. a.: „… ein regionstypisches Hallenhaus des 19. Jahrhunderts in Zweiständerkonstruktion ….“